# Taonabo
Taonabo là một chi thực vật có hoa trong họ Pentaphylacaceae.

## Loài
Chi Taonabo gồm các loài: